# Languedoc

Bandeira de Languedoque

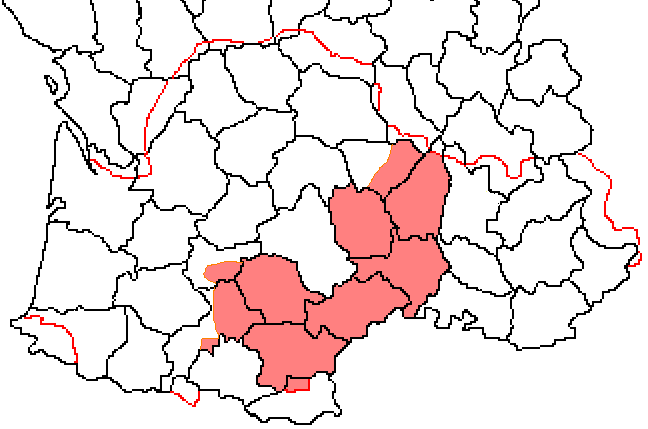
Mapa do Languedoque histórico (dentro da Occitânia – linha vermelha – e o sul da França)

Languedoc ou, nas suas formas portuguesas, Languedoque ou Linguadoque (em occitano, Lengadòc) é uma região do sudeste da Occitânia no sul da França, anteriormente chamada Septimânia ou Gália Narbonense. A maior parte do território faz parte da região administrativa de Languedoque-Rossilhão, embora alguns setores de Languedoque têm sido anexados pelo governo central francês a outras regiões (Sul-Pirenéus, Ródano-Alpes, e a região administrativa de Auvérnia) . Em tempos remotos foi dividida uma parte alta com a capital em Toulouse e a outra baixa com a capital em Montpellier. Limita a norte com a Auvérnia histórica, a leste com o rio Ródano que o separa de Provença, a oeste com Garona e os Pirenéus e a sul com Rossilhão e o Mar Mediterrâneo com o qual possui 200 km de costa. Seu território está dividido entre oito departamentos, que são: Aude, Tarn, Alto Garona, Hérault, Gard, Lozère, Ardèche e Alto Líger.
A área de Languedoque propriamente dita ou "Languedoque Histórico" é de 42700 km² e no censo de 1991 possuía uma população de 3 650 000 habitantes dos quais 52% viviam na região administrativa de Languedoque-Rossilhão, 35% na de Sul-Pirenéus, 8% na de Ródano-Alpes e 5% na região administrativa de Auvérnia.
Languedoque refere-se à língua vernácula desta região, a chamada língua de oc.

## Resenha histórica
Antes da conquista romana, o território que mais tarde corresponderia a Languedoque fazia parte da Gália céltica, ocupada pelos volcas, tectósages e arecômicos. Foi conquistada por Roma no ano 121 a.C., pelo procônsul Domício, e tomou o nome de Província ( = "por vitória" ), nome que permaneceu até hoje na vizinha região da Provença. Os habitantes mantiveram suas leis e os romanos estabeleceram um posto militar em Narbona.
Em 412, foi saqueada pelos visigodos e Ataulfo concluiu, naquela cidade, uma aliança com o imperador Honório, casando-se com sua irmã Gala Placídia, porém ele fugiu a Barcelona e seu sucessor Vália assinou um foedus ("pacto") para expulsar os vândalos em troca de territórios na Aquitânia. Toulouse foi a capital do reino dos visigodos.
Posteriormente, eles foram atacados pelos francos, a pedido da Igreja Católica (os visigodos eram arianos), sendo derrotados na Batalha de Vouillé. Toulouse caiu e só manteve-se a Septimânia e Languedoque. No ano de 589, na Septimânia, habitavam cinco diferentes povos: romanos, godos, sírios, gregos e judeus, embora os três últimos como comerciantes.
As tensões internas dos visigodos os enfraqueceram e, em 672, o conde de Nîmes, Hiderico, estava em conformidade com o Bispo de Maguelona e os habitantes de Nimes para se rebelar. Vamba, que estava em Toledo, marchou contra os rebeldes e recuperou Narbona, Beziers, Agda, Nimes e pacificou a Septimânia. Esta paz foi interrompida pela invasão muçulmana sob o comando de Abderramão ibne Abdalá Algafequi, cujas tropas saquearam Narbona e Carcassona.
Na época desta incursão, era, a Aquitânia, com o título de condado hereditário, um verdadeiro reino governado pelos príncipes merovíngios descendentes de Cariberto. Eudes foi confrontado com outro exército sarraceno liderado por El-Samh e o venceu em uma sangrenta batalha, contudo o outro general sarraceno (Ambessa) reconquistou o Carcassona, Béziers, Agde, Nimes etc. e morreu em uma batalha contra Eudes. Em Narbona, foi assinado um tratado de paz, pelo qual residiria, ali, um uale (governador muçulmano), ficando, as demais cidades, administradas pelos condes godos ou gauleses.
Em 732, Carlos Martel salvou a França de uma invasão muçulmana na Batalha de Poitiers, matando Abderramão. Em 793, o duque Guilherme teve que lutar contra Abedal Maleque, que invadiu o condado à frente de um exército muçulmano e tomou Narbona, cujas riquezas serviram para a construção da ponte e da mesquita de Córdoba.
Na época de Carlos Magno e seus sucessores, Languedoque estava tranquila em termos de invasões estrangeiras, desde que a incursão dos normandos não teve grandes resultados, mas houve problemas internos, na época de Luís I, de Carlos II da França e de Luis, o Gago.
Não demoraram em se constituir feudos independentes e, a partir do reinado de Carlos III, houve condes de Toulouse occitanos e marqueses de Narbona que governaram livremente aquelas cidades ricas e poderosas.
Durante a Idade Média Plena, Urbano II deu, em Maguelona, o sinal da primeira cruzada e cem mil homens partiram daquela cidade até a Terra Santa por ordens de Raimundo de Saint-Gilles. A chamada "cruzada" católica contra os albigenses trouxe a desolação para aquelas terras e Simão IV de Monforte venceu a batalha de Muret em 1213 contra os aragoneses (quando morreu Pedro II) e garantiu a Languedoque, dando, a Felipe Augusto, em 1216, o condado de Toulouse, o ducado de Narbona e os viscondados de Carcassona e Béziers, que desta maneira ficaram enfeudados à Coroa Francesa.
Durante a Guerra dos Cem Anos, a Languedoque foi invadida pelos borgonheses e ingleses. Foi onde o delfim Carlos se refugiou depois de entregar Paris aos ingleses. Carlos VII entregou seu território ao duque de Berry, que restaurou a área com base em impostos pesados (abolidos por Francisco II).
Languedoque estava permanentemente em dívida para com a coroa francesa no âmbito da política do Cardeal Richelieu. Após a Revolução francesa, o poder central parisiense, para criar um estado unitário, aboliu as divisões territoriais tradicionais, fragmentando-as em departamentos. 
Desde os anos 1970, o poder central francês com sede em Paris estabeleceu um sistema de regionalização que de nenhum modo inclui as características históricas, culturais ou étnicas dentro do atual estado francês, mas atende aos critérios burocráticos de maior eficácia na gestão dos recursos econômicos. É desta forma que reapareceu o nome de Languedoque, mas não correspondendo exatamente a seu território autêntico, e anexando o território predominantemente catalão do Rossilhão (ou Pirenéus Orientais).

## Língua de oc
Ver artigo principal: Occitano
O nome faz referência à língua occitana que é falada nesta região e outras vizinhas. O nome do idioma vem da palavra oc que em occitano medieval significa "sim", em contraste com o francês do norte ou língua de oïl (pronunciado uí, ancestral do francês moderno oui). A palavra oc provinha do latim hoc, enquanto oïl é derivado do latim hoc ille. A palavra occitano emerge o nome da região histórica de Occitânia, que por sua vez vem de Aquitânia, antiga região administrativa romana.